# Abstract and Applied Analysis
Abstract and Applied Analysis is een internationaal, aan collegiale toetsing onderworpen open access wetenschappelijk tijdschrift op het gebied van de
toegepaste wiskunde.
De naam wordt in literatuurverwijzingen meestal afgekort tot Abstr. Appl. Anal.
Het wordt uitgegeven door Hindawi Publishing Corporation en verschijnt maandelijks.
Het eerste nummer verscheen in 1996.